# Брук Бентон
Брук Бе́нтон (англ. Brook Benton, наст. имя: Benjamin Franklin Peay, 19 сентября 1931 — 9 апреля 1988) — американский популярный в конце 1950-х — начале 1960-х годов певец и сочинитель песен.
Музыкальный сайт AllMusic называет его «поп/R&B-хитмейкером с кефирным круном (мурлыканьем) и сноровкой к сочинению хитов».
Начинал Бентон со стиля госпел, первая же его «мирская» сессия состоялась в 1953 году на лейбле Okeh Records. Однако его музыкальная карьера заладилась только после того, как он начал работать в паре с продюсером и сочинителем песен Скайдом Отисом. Бентон тогда в соавторстве написал сотни песен и записал сотни демозаписей для представления их певцам.
Потом Отис устроил для друга певческий контракт с лейблом Mercury. Как пишет AllMusic, тогда Отис с Бентоном «вместе стали пионерами новой вариации стандартного ритм-н-блюзового звука, пышной и отделанной скрипками, которая красиво демонстрировала [выставляла] интимный вокал Бентона».
Известность к Бруку Бентону пришла, когда в начале 1959 года он, с песней «It's Just a Matter of Time», вдруг ворвался на первую позицию ритм-н-блюзового чарта «Билборда». За ней быстро последовали ещё хиты номер 1 в ритм-н-блюзовом чарте — «Thank You Pretty Baby», «So Many Ways» и «Kiddio». Столь же успешны в ритм-н-блюзовом чарте были его дуэты с сослуживицей по лейблу Mercury Диной Вашингтон — «Baby (You've Got What It Takes)» и «A Rockin’ Good Way». Высшим достижением в поп-чарте  Billboard Hot 100 стала песня «Boll Weevil», достигнувшая там второго места.

## Награды и признание
В 2004 году песня «Rainy Night in Georgia», которую Бентон записал и популяризовал в 1970 году, вошла в список «500 величайших песен всех времён» по версии журнала «Rolling Stone» (на 498 место).

## Дискография
- См. «Brook Benton § Discography» в английском разделе.